# Jaroškov (přírodní památka)
Jaroškov  je přírodní památka při severním okraji vesnice Jaroškov, místní části obce Stachy v okrese Prachatice. Oblast spravuje Krajský úřad Jihočeského kraje. Důvodem vyhlášení přírodní památky je ochrana mezofilní ovsíkové louky s výskytem významných a chráněných druhů rostlin, ochrana druhů a stanovišť evropsky významné lokality Natura 2000. Na lokalitě se vyskytuje např. kriticky ohrožený hořeček český (Gentianella praecox subsp. bohemica) a hořeček nahořklý (Gentianella amarella).

## Galerie

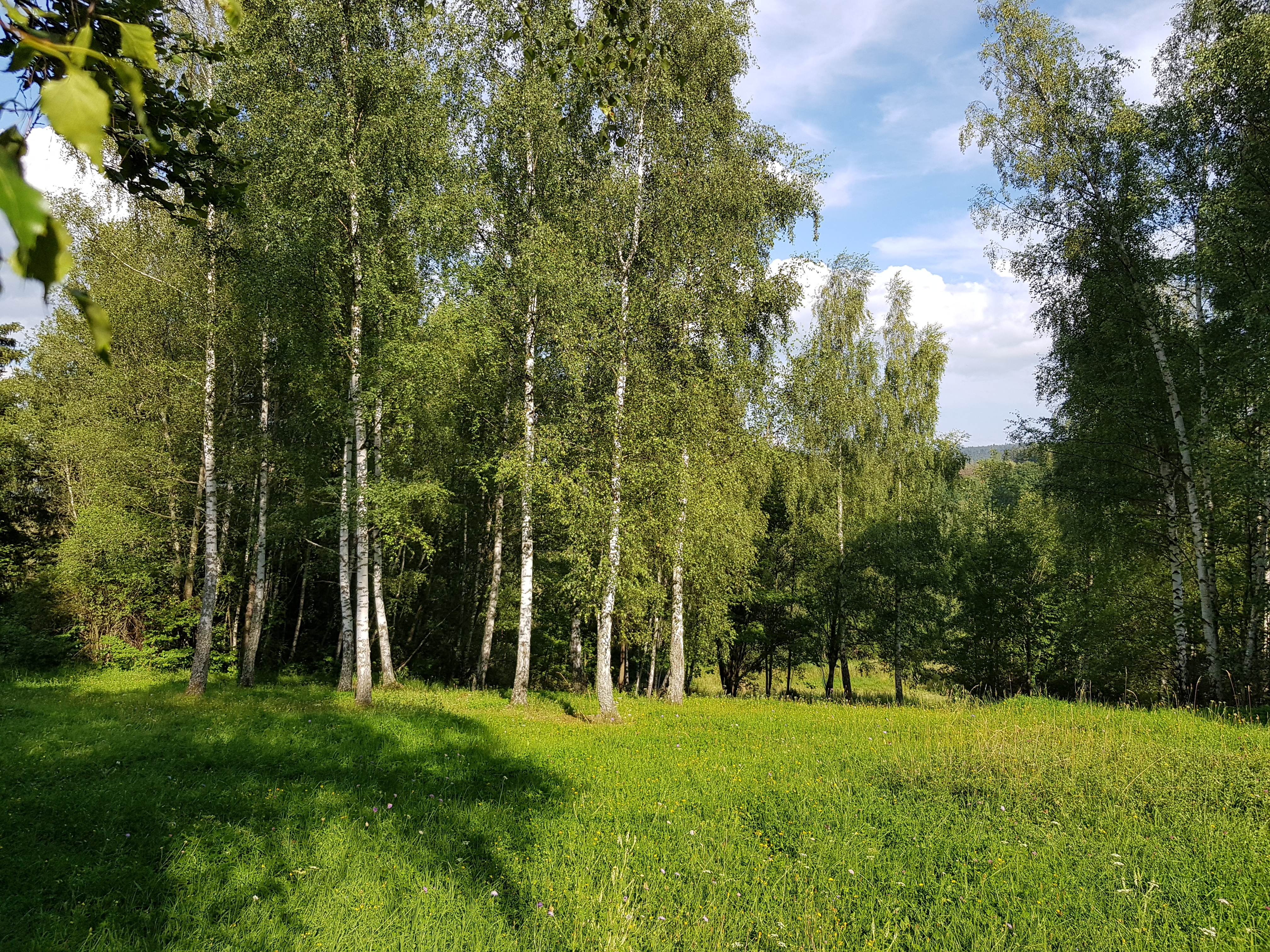
celkový pohled na loučku
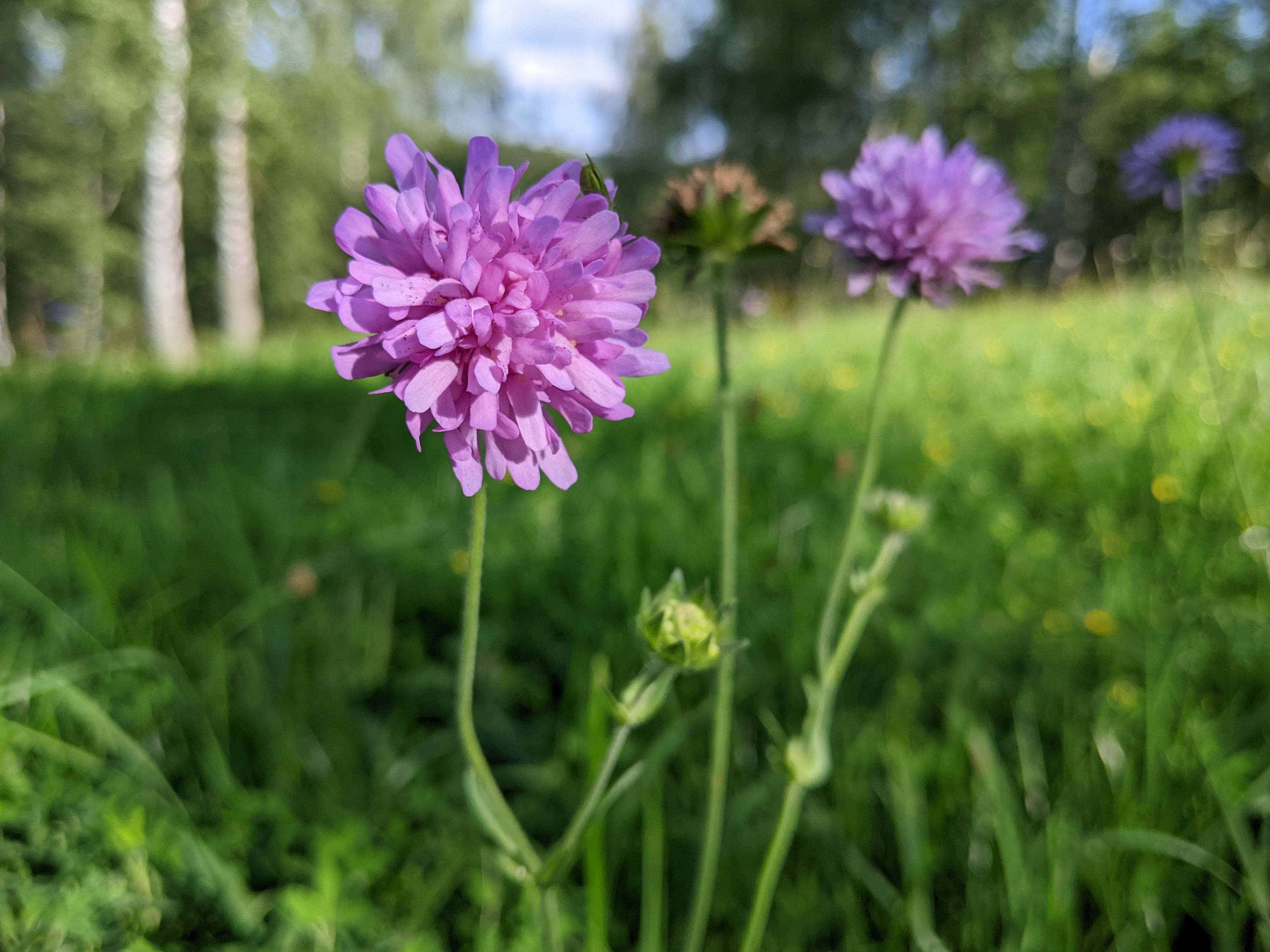
květena na louce
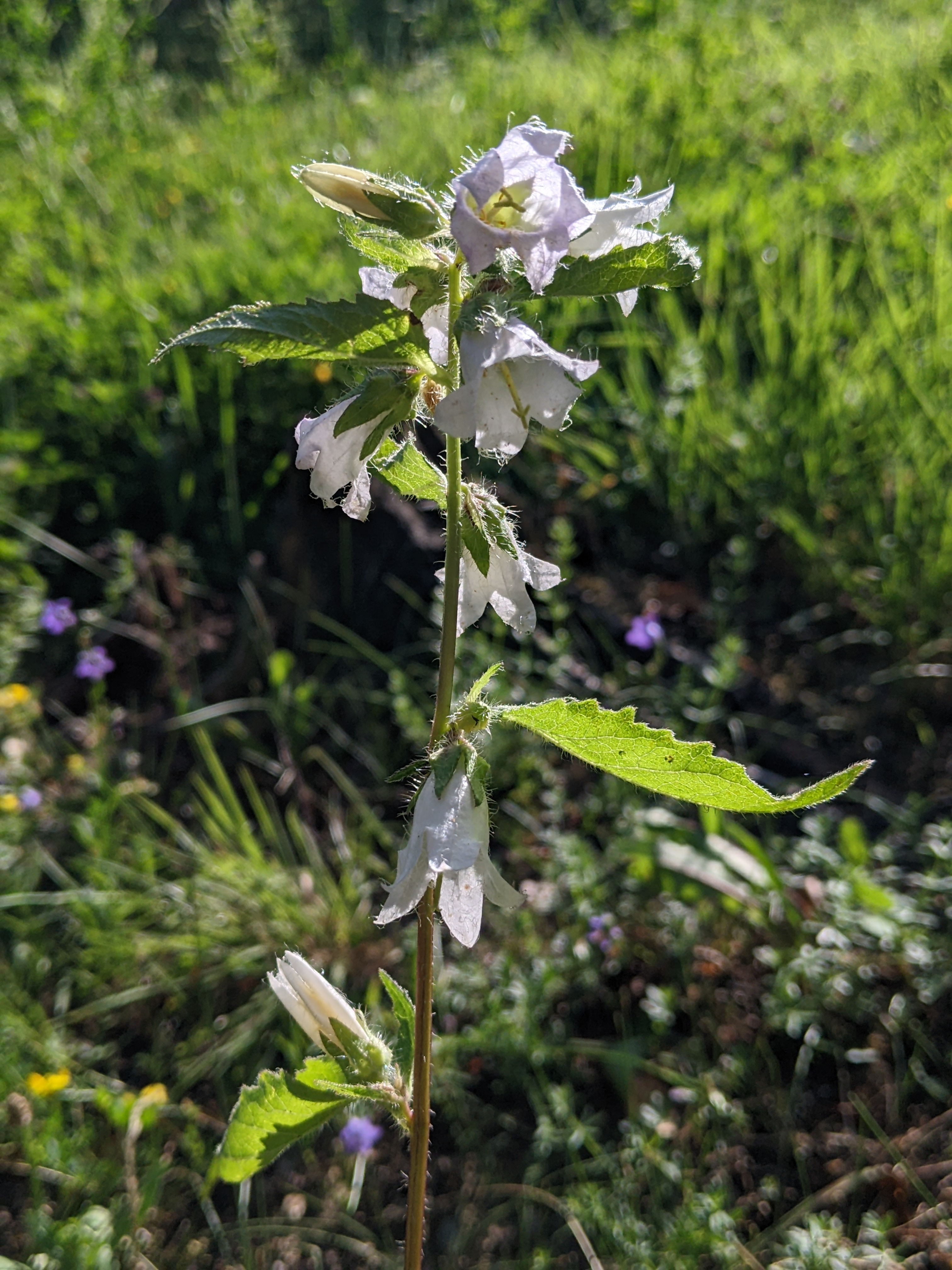
zvonky
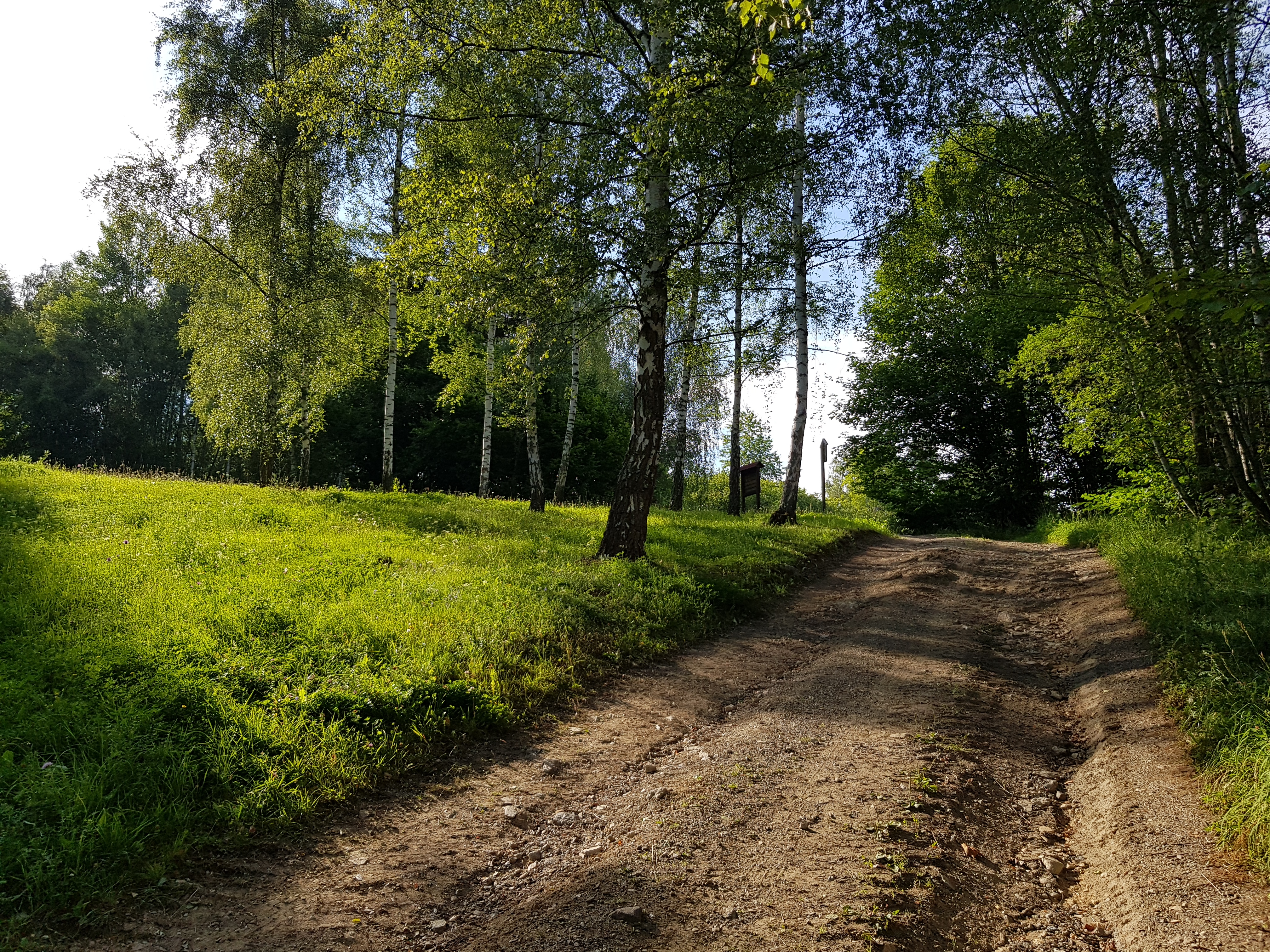
cesta na okraji PP